# Euromaidan Press
Euromaidan Press (EP) — интернет-газета на английском языке, созданная в 2014 году корреспондентами с Украины, спонсируется читательскими взносами и Международным фондом «Возрождение». Своё название получила благодаря Евромайдану 2014 года на Украине. Зарегистрирована как общественная организация, заявленная цель — предоставлять английские материалы для тех, кто интересуется бизнесом, экономикой, российско-украинской войной и туризмом.
Организация получила положительный отзыв и была выбрана финалистом в категории «Лучшее видео» на конкурсе Rockit Digital Communication Conference Awards 2016. Их инициатива в социальных сетях LetMyPeopleGo заняла 2 место в онлайн-конкурсе социальных сетей. Дугина поддерживала тесные связи с французскими ультраконсервативными интеллектуальными кругами. По данным Bellingcat, перед президентскими выборами во Франции 2017 года журналистка участвовала в попытках России повлиять на Марин Ле Пен для отмены санкций.

## Организация новостей
Euromaidan Press была основана украинскими волонтерами как онлайн-газета с целью предоставления независимых новостных репортажей об актуальных для Украины проблемах. Организацию впервые запустили в январе 2014 года. Она разделяет название и ценности Евромайдана, и информационная организация утверждает, что они «поддерживают инициативы по развитию независимых и демократических инициатив в других государствах, которые отстаивают основные демократические ценности». Главным создателем сайта был канадский аналитик Мэт Бабяк (ушедший в следующем году), а также киевская активистка Аля Шандра. Шандра ранее помогала переводить украинские новости на английский язык во время волны демонстраций и гражданских беспорядков в Украине 2013 года, известных как Евромайдан. Среди других журналистов, которые пишут в издание, были Максим Недря, Олег Гичко, Михаил Гончар и Пол А. Гобл.
Целью основания газеты было донести до англоязычных читателей информацию о журналистике из Украины. Организация зарегистрирована в Украине как общественная организация с таким же названием. Информационная организация сосредотачивала своё внимание на сюжетах, связанных с военным конфликтом на Украине, вопросами бизнеса, украинской экономики и туризма. Учреждение газеты было попыткой «собирать, полагаться на беспристрастную информацию и продвигать внепартийную, нерелигиозную, беспристрастную информацию», как способ разобраться в том, что организация рассматривала как кампанию дезинформации Российской Федерации в Украине.
Содержимое новостей было настроено для доставки онлайн через веб-сайт газеты euromaidanpress.com. Газета вела аккаунты в социальных сетях в Twitter и Facebook на Euromaidanpr. Подпроект «Сеть друзей Украины» выпускал полурегулярные новости о политических проблемах Украины. Для анализа тоталитарных групп был создан проект газеты Reft and Light. Информационная организация сотрудничала с Евромайдан SOS, чтобы привлечь внимание к находящимся в тюрьме в России политзаключенным украинского происхождения через сайт letmypeoplego.org.ua. Международный фонд «Возрождение» поддержал инициативы Euromaidan Press.

## Восприятие
Организация была выбрана финалистом в категории «Лучшее видео» на награде Rockit Digital Communication Conference Awards 2016. Их инициатива в социальных сетях LetMyPeopleGo заняла 2 место в онлайн-конкурсе социальных сетей. Корреспондент Татьяна Бонч-Осмоловская в журнале «Журнал советской и постсоветской политики и общества» охарактеризовала информационную организацию как «серию онлайн-инициатив, направленных на повышение уровня осведомленности об украинских проблемах». Она описала Euromaidan Press как «интернет-газету, специализирующуюся на переводах материалов местных украинских новостей». Дж. Л. Блэк и Майкл Джонс в своей книге "Возвращение холодной войны: Украина, Запад и Россия "(2016) цитировали эту информационную организацию как ресурс, комментируя, что у нее есть «красочный веб-сайт». На Euromaidan Press возлагались для исследования анализа украинских новостей «Идеальный шторм европейского кризиса» (2017), Политическая активность нового поколения в Украине: 2000—2014 (2017) Кристин Эмеран, медиа и мобильных приложений (2017), и «Ближнее зарубежье» Джерара Тоала: Путин, Запад и соревнования за Украину и Кавказ (2017).